# Medaglia di bronzo

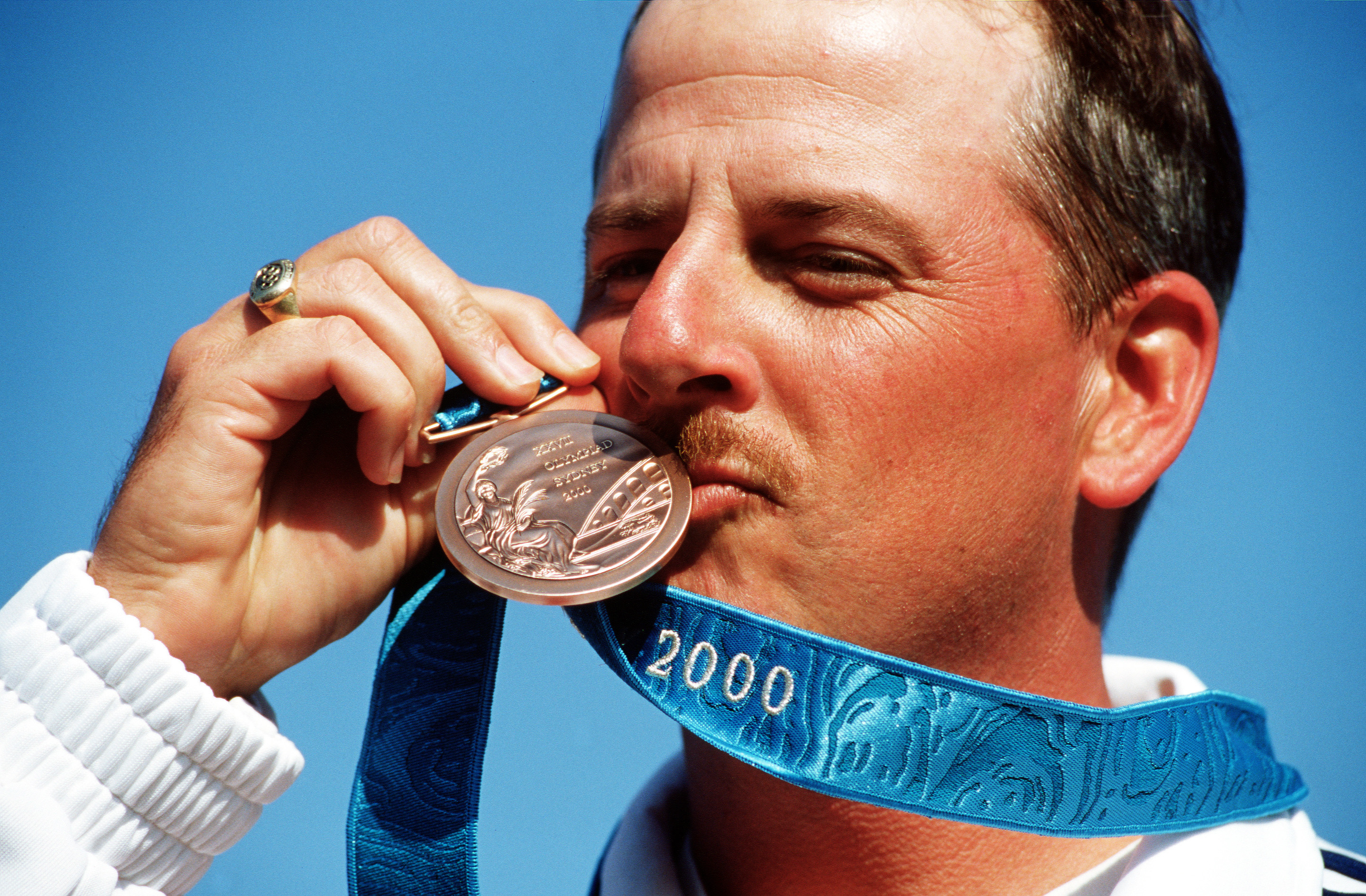
Medaglia di bronzo

La medaglia di bronzo nello sport o in altri ambiti è un premio che consiste in un medaglia fatta in bronzo, che viene conferita al terzo classificato di una determinata gara o competizione. Ai primi due classificati viene data rispettivamente una medaglia d'oro al primo e una medaglia d'argento al secondo. I tre tipi di medaglie vengono assegnati nelle gare dei giochi olimpici, dei giochi del Commonwealth, dei giochi del Mediterraneo e in molte altre manifestazioni.
La medaglia di bronzo può riguardare anche altri ambiti, civili e sociali, in cui rappresenta un simbolo di onorificenza, come nel caso della medaglia di bronzo al valor civile, attribuita dalla Repubblica Italiana, della medaglia di bronzo al valor militare e della medaglia di bronzo al valore atletico, assegnata dal Comitato olimpico nazionale italiano.